# غراميسيدين
غراميسيدين هو خليط غير متجانس من ستة مركبات من المضادات الحيوية، gramicidins A، B و C، والتي تشكل 80٪، 6٪، و 14٪ على التوالي، والتي يتم الحصول عليها من التربة البكتيرية لأنواع العصوية القصيرة Bacillus brevis والتي تسمى مجتمعة غراميسيدين D. غراميسيدين D هي pentadecapeptides الخطية، وهذا هو سلاسل مكونة من 15 الأحماض الأمينية. هذا هو على النقيض من غراميسيدين S التي هي سلسلة ببتيد دوري.

## الاستخدام
غراميسيدين فعال ضد الجراثيم إيجابية الجرام، باستثناء العصيات إيجابية الجرام، وانتقائية ضد العضويات الدقيقة سالبة الجرام، مثل النيسرية. ويقتصر استخدامه على التطبيق الموضعي، لأنها تفضي إلى انحلال الدم في تركيزات أقل من موت الخلايا الجرثومية بحيث لا يمكن أن يعطى داخليا. تطبيقه على سطح الجلد لا يسبب أي ضرر.

## التاريخ
في عام 1939 عالم الجراثيم الفرنسي رينيه دوبوس عزل مادة تيروثريسين وأظهرت لاحقا أن كانت تتألف من اثنين من المواد، غراميسيدين (20٪) و tyrocidine (80٪). وكانت هذه أول المضادات الحيوية التي يمكن تصنيعها تجاريا.